# رود سرگا
رود سرگا (انگلیسی: Serga) یک رودخانه در استان مورمانسک کشور روسیه است.